# Arthrorhaphis aeruginosa
Arthrorhaphis aeruginosa är en lavart som beskrevs av Rolf Santesson och Tor Tønsberg. Arthrorhaphis aeruginosa ingår i släktet Arthrorhaphis, och familjen Arthrorhaphidaceae. Arten är reproducerande i Sverige.